# Isodictyidae
Famille
Les Isodictyidae forment une famille de spongiaires de l'ordre Poecilosclerida vivant en eau de mer.

## Liste des genres
Selon World Register of Marine Species (26 mai 2016) :
- genre Coelocarteria Burton, 1934
- genre Isodictya Bowerbank, 1864